# Referendo no Brasil em 1963
O referendo no Brasil em 1963 ocorreu em 6 de janeiro daquele ano para determinar o sistema de governo (parlamentarista ou presidencialista) do país, resultando na escolha do presidencialismo, o fim da República Parlamentarista instaurada em 1961 e a restauração dos plenos poderes do presidente João Goulart, empossado também em 1961. A data original era em abril de 1965, mas foi antecipada.
A posse de Goulart havia sido alvo de uma tentativa de veto militar e só foi possível adotando o parlamentarismo para enfraquecer seus poderes. Porém, assim que assumiu o poder, buscou antecipar o plebiscito previsto em lei e restaurar o presidencialismo. Uma ampla frente desejava o fim da ainda pouco consolidada experiência parlamentar, mesmo sem necessariamente apoiar o presidente. Assim, governadores, presidenciáveis, sindicalistas, militares e outros defenderam a causa antiparlamentarista. Em 1962, crises políticas em julho e setembro, ambas com greves gerais e pressão militar, permitiram ao presidente obter um primeiro-ministro favorável e intimidar o Congresso a antecipar a data da votação. Em seguida, ele encontrou financiamento de empresários para uma forte campanha eleitoral, enquanto a causa parlamentarista tinha pouco apoio. O resultado nas urnas foi esmagador em favor do presidencialismo.
O esforço antiparlamentarista foi a prioridade do governo de Goulart no seu primeiro ano, estando relacionado à curta duração dos gabinetes parlamentaristas, ao aprofundamento da crise econômica nacional, ao fortalecimento do sindicalismo (com a fundação do Comando Geral dos Trabalhadores) e à deterioração das relações com os Estados Unidos.

## Terminologia
Um plebiscito é realizado previamente ao ato legislativo ou administrativo em questão, enquanto um referendo é posterior. O parlamentarismo foi instituído em 1961 com a previsão de um plebiscito, mas a lei da antecipação chamou-o de referendo.

## Origem
Em 24 de agosto de 1961 o presidente Jânio Quadros renunciou, buscando deflagrar uma crise sucessória contra a posse de seu vice João Goulart (Jango), então em viagem à China. Através da cúpula militar, receberia poderes extraordinários do Congresso para governar. Jânio não pôde reaver a Presidência, mas a crise desenvolveu: os ministros militares não aceitaram a linha de sucessão presidencial e vetaram a posse de Goulart, enquanto Leonel Brizola, governador do Rio Grande do Sul, rejeitou o veto dos ministros militares. Nem mesmo o Exército tinha união, pois o Terceiro Exército (do Sul) do general Machado Lopes aderiu à causa da posse de Goulart. Surgiu a possibilidade de guerra civil, mas “seguindo uma velha tradição nacional” a solução foi a conciliação, preservando o mandato do presidente mas enfraquecendo seu poder através do parlamentarismo.
A Emenda Constitucional nº 4 ou Ato Adicional implantou o parlamentarismo como sistema de governo, posteriormente regulado pela Lei Complementar nº 1, de 17 de julho de 1962. A legislação previa um parlamentarismo puro, com um presidente fraco eleito pelo Congresso e o poder concentrado no Conselho de Ministros, cujo presidente equivalia a um primeiro-ministro. Porém, o mandato de Goulart, ainda eleito pelo sufrágio popular no sistema anterior, em 1960, seria um período de transição com caráter híbrido. A lei ainda dava influência política ao presidente, usando uma escrita ambígua, e o hibridismo se manifestava no funcionamento real. Goulart ainda tinha prestígio, o Legislativo não usava suas novas prerrogativas e o sistema tinha pouca institucionalização escrita e nenhuma tradição. A relação entre os poderes teve pouca mudança real e os gabinetes funcionaram como ministérios presidencialistas.

O novo sistema tinha fraquezas desde o início. Discutido às pressas e aprovado com texto confuso, retirava poderes do presidente da República em plena vigência do mandato, desde o início foi oposto pela classe política e teve baixa aceitação popular. A medida tinha cunho ideológico e irritou a esquerda, para a qual ele foi um “golpe branco”. Sua permanência não estava decidida, visto que constava no Ato Adicional:
Art. 25: A lei votada nos têrmos do art. 22 poderá dispor sôbre a realização de plebiscito que decida da manutenção do sistema parlamentar ou volta ao sistema presidencial, devendo, em tal hipótese, fazer-se a consulta plebiscitaria nove meses antes do têrmo do atual período presidencial.

## Objetivo de Goulart e implicações

Presidente Goulart (meio) e primeiro-ministro Tancredo Neves (direita)

O mandato presidencial terminava em 31 de janeiro de 1966, e assim, o plebiscito estava previsto para abril de 1965. Desde a posse Goulart articulou a reversão ao presidencialismo, e na abertura dos trabalhos legislativos de 1962 explicitou sua intenção de reaver seus poderes com um plebiscito antecipado. A disputa pela antecipação foi então vencida em setembro por uma coalizão antiparlamentarista mais forte que a oponente — mesmo inimigos de Goulart queriam o presidencialismo — e impulsionada pela pressão sindical, militar e política. Forças opostas, como os ministros militares e os sindicatos, participaram dessa frente ampla. O país passou por duas crises. A primeira, em julho de 1962, levou à posse de um primeiro-ministro subserviente à agenda presidencialista, e a segunda, em setembro, à antecipação do plebsicito.
Para restaurar o presidencialismo, Goulart precisava demonstrar fidelidade à ordem legal e alistar apoio para pressionar o Congresso. Instabilidade dos gabinetes e inflação marcavam o início de seu governo. Em seu primeiro ano no poder, ele concentrou suas forças na antecipação do plebiscito, e assim não tinha interesse em fortalecer o regime parlamentar ou em estabilizar a economia através de um ajuste fiscal impopular. Houve dificuldade na aplicação da política econômica desde a demissão de Tancredo Neves, em junho, até a votação da antecipação em setembro; a instabilidade tornou inviável qualquer programa de estabilização em meados de 1962. Os agregados monetários e fiscais estiveram em descontrole nesse período, especialmente nas crises de julho e setembro. Dessa forma, o Brasil não estava em condições de satisfazer as demandas do governo de John F. Kennedy nos Estados Unidos, que estava disposto a negociar assistência financeira se o governo brasileiro combatesse a inflação e se distanciasse da esquerda. Nas eleições legislativas de 1962, a oposição recebeu financiamento americano.
A Embaixada americana estava preocupada com o uso da esquerda radical nos sindicatos como apoio à antecipação do plebiscito. Nesse período o sindicalismo fortaleceu sua organização e mostrou-se inclusive capaz de agir contra o desejo de Goulart, embora não teve uma “ação histórica independente”. Esse fortalecimento posteriormente diminuiu a liberdade do governo em determinar sua política econômica, dificultando a concretização do Plano Trienal em 1962. Ao mesmo tempo, as táticas políticas do presidente levaram ao desgaste de sua relação com o empresariado.
Alguns analistas atribuem o sucesso das greves à proteção cedida por oficiais nacionalistas contra a repressão das polícias estaduais. Esse apoio é confirmado pelas fontes no caso do Primeiro Exército do general Osvino Ferreira Alves, mas não em outros, e ainda assim os oficiais nacionalistas não aprovavam das greves. Mas para Goulart, o apoio militar era crucial e foi conseguido pela colocação de oficiais nacionalistas em comandos-chave como parte da política de nomeações e promoções. No mínimo, a neutralidade das Forças Armadas era necessária para que a pressão popular aplicada sobre o Congresso não servisse de pretexto a um golpe de Estado.

## Disputa pela antecipação

### Opinião da classe política
A União Democrática Nacional (UDN) e o Partido Social Democrático (PSD) votaram a favor da emenda parlamentarista, enquanto o Partido Trabalhista Brasileiro (PTB), do presidente, foi contrário. Porém, ainda em 1961 alguns membros da UDN e PSD já conferenciavam com militares pelo retorno do presidencialismo. Para os parlamentares, havia motivos para se opor à consolidação do parlamentarismo, pois ela levaria à centralização da atividade legislativa nos partidos, em detrimento dos parlamentares individuais, e à delegação de poderes ao gabinete em detrimento do parlamento.
Por outro lado, o PSD ganhava com o parlamentarismo por ser o maior partido no Congresso, e a UDN, pelo enfraquecimento de seu inimigo Goulart. Para a cientista política Argelina Figueiredo, as bancadas da UDN e PSD eram em sua maioria antiparlamentaristas, mas um argumento contrário é que, nesse caso, não teria sido necessário aplicar tanta pressão para antecipar o plebiscito. Goulart derrotou ofensivas no Congresso para consolidar o parlamentarismo, primeiro numa tentativa de passar uma lei complementar ainda em setembro de 1961, e em seguida em decretos administrativos que fortaleceriam o Conselho de Ministros.
Os presidenciáveis da eleição de 1965, como Juracy Magalhães (UDN), Juscelino Kubitschek (PSD) e Magalhães Pinto (UDN), queriam livrar-se do parlamentarismo o quanto antes. Leonel Brizola (PTB), possivelmente interessado em concorrer em 1965, queria Goulart usando plenos poderes presidenciais em favor de sua base na esquerda. Magalhães era conservador, mas integrou a frente antiparlamentarista junto à esquerda. Já Carlos Lacerda, do seu mesmo partido e também presidenciável, queria reverter o parlamentarismo e é citado entre seus opositores, mas atuou contra o referendo.
Por sua vez, os governadores, entre os quais estavam Lacerda (da Guanabara) e Magalhães (de Minas Gerais), estavam indispostos com o artigo 24 do Ato Adicional, que previa a extensão do parlamentarismo aos Estados da federação. Em 8 de junho, os governadores reunidos em Araxá, à exceção de Lacerda, concordaram em apoiar a antecipação do plebiscito, sob a iniciativa de Magalhães Pinto.

### Greve de julho e posse de Brochado da Rocha
O gabinete Tancredo Neves renunciou em junho para poder participar das eleições de outubro. Essa desincompatibilização era exigência legal presidencialista e uma proposta de eliminação foi derrotada no Senado. Tancredo não era dedicado à preservação do parlamentarismo, mas sua queda foi “início do fim” do regime, pois seu gabinete, ao contrário dos seguintes, não foi formado com o comprometimento de antecipar o plebiscito e não era dependente de Goulart.
O presidente então manobrou para desacreditar o parlamentarismo. Em 27 de junho, nomeou como sucessor de Tancredo San Tiago Dantas, conhecido pela Política Externa Independente e rejeitado pela direita. Após esse nome ser bloqueado pela UDN e PSD, nomeou Auro de Moura Andrade, da ala conservadora do PSD, com a condição de ficar com uma carta de renúncia sem data. Auro foi aprovado pelo Congresso, mas os sindicalistas convocaram uma greve geral para 5 de julho para mudar o gabinete. Em 4 de julho, a carta de renúncia foi usada para eliminar Auro. Com o impasse criado pela nomeação de Auro e o cansaço de duas nomeações fracassadas, o Congresso aceitou em 10 de julho a nomeação de Brochado da Rocha (PSD), um nome inexpressivo, subordinado ao presidente e comprometido com o presidencialismo.
A pressão do dispositivo militar, sob a coordenação de Amaury Kruel, também foi usada na crise de gabinete. Entre a renúncia de Auro e a sabatina de Brochado, Goulart, como comandante das Forças Armadas, aproveitou para nomear o general Jair Dantas Ribeiro ao Terceiro Exército; o Primeiro, Segundo e Terceiro Exércitos entraram em prontidão. O Quarto Exército de Costa e Silva não era de confiança. Porém, de acordo com Olímpio Mourão Filho, um dos oito generais subordinados a Jair, somente um deles aceitou a ideia de uma declaração a favor de Goulart. Com o apoio do centro e esquerda ao retorno ao presidencialismo, faltava o do Exército. Em agosto os três ministros militares declararam seu apoio à antecipação do plebiscito.
A crise deixou o país com 14 dias sem gabinete, com impactos político-administrativos e econômicos negativos. No meio sindical, a programação da greve foi mantida mesmo com a queda de Auro e a tentativa de Goulart e seus aliados de impedir a paralisação, demonstrando assim uma capacidade de agir contra a vontade do presidente. A greve teve escala nacional e foi centralizada num Comando Geral de Greve, que em agosto daria origem ao Comando Geral dos Trabalhadores (CGT). O CGT era a mais forte organização do sindicalismo extralegal/“paralelo” e tinha suas diretrizes dominadas pelo Partido Comunista.

### Greve e atividade legislativa de setembro
Jango e seus aliados esperavam do Tribunal Superior Eleitoral a antecipação do plebiscito para 7 de outubro, dia das eleições gerais. Em 25 de julho o Tribunal julgou-se sem competência para decidir a data e a pressão sobre o Congresso retornou. O governo queria delegar poderes ao Conselho de Ministros para conduzir reformas de base, e Brochado da Rocha ameaçou renunciar se o Congresso não votasse o plebiscito até 17 de agosto. Nessa data terminava o período de “esforço concentrado” no Congresso e os parlamentares deixariam Brasília para conduzir suas campanhas eleitorais; se o gabinete caísse, precisariam participar da formação de um novo. Chegou-se a um acordo para evitar a renúncia em troca de outro período de “esforço concentrado” legislativo de 10 a 15 de setembro.
Com a chegada desse período, a UDN e o PSD conseguiram limitar uma das vantagens do presidente da República — a ausência de governo durante trocas ministeriais, o que poderia levar ao adiamento das eleições. Em 12 de setembro, UDN e PSD aprovaram na Câmara dos Deputados a lei Capanema, autorizando o presidente a nomear um gabinete provisório, e ela foi encaminhada ao Senado. Enquanto isso, no dia 10 o CGT fez uma série de demandas: “a antecipação do plebiscito para 7 de outubro, a delegação de poderes para o Conselho de Ministros, a revogação da Lei de Segurança Nacional, um aumento de 100% no salário mínimo, a concessão do direito de voto para analfabetos e soldados, a implementação de uma “reforma agrária radical”, o congelamento dos preços dos bens de primeira necessidade e a aprovação do projeto de regulamentação do direito de greve”. Se não fossem aprovadas até o dia 15, o que era difícil ou impossível, seria deflagrada a greve geral.

### Declaração do Terceiro Exército
Em 11 de setembro o general Peri Constant Bevilacqua foi nomeado ao Segundo Exército e reforçou o apoio do Primeiro e Terceiro ao presidencialismo. Em 13 de setembro Jair Dantas Ribeiro declarou-se incapaz de manter a ordem no território do Terceiro Exército “se o povo se insurgir” contra o Congresso por não antecipar o plebiscito. O ministro da Guerra Nélson de Melo reprovou a atitude, mas o Primeiro e Segundo Exércitos apoiaram o Terceiro; somente o Quarto Exército, agora de Castelo Branco, não apoiou. O Primeiro e Terceiro Exércitos eram os comandos mais fortes.
Junto com o pedido de estado de sítio em 1963, esse foi um dos dois momentos em que Goulart “lançou mão de mecanismos fortes de pressão, assustando a todos e dando margem a especulações sobre eventuais planos inconstitucionais que pudesse ter”. O significado dessa atuação foi, de acordo com o historiador Carlos Fico, “levar o Congresso Nacional a votar com o governo, de modo que poderíamos talvez falar em pressões indevidas, não em golpismo”; “é certo que Goulart jogou pesado”. Embora havia perturbação social, “permanece nebuloso” se a atitude de Jair Dantas Ribeiro foi justificada. O historiador Moniz Bandeira a considera razoável, como também afirmou à época Brizola. Porém, foi um exagero para o prefeito de Porto Alegre, o presidente da Assembleia Legislativa estadual e subordinados de Jair. Mourão estava disposto a agir contra seu superior. Ernesto Geisel, comandante da 5ª Região Militar, contestou seu superior, declarando que em seu território “reinava plena tranquilidade”. Depoimentos na História Oral do Exército negam a agitação na área do Terceiro Exército e enfatizam que a declaração de seu comandante foi manobra política.
Conforme algumas fontes, Jango recebeu propostas de militares para um golpe. Segundo Hugo de Araújo Faria, do Gabinete Civil, Goulart disse-lhe que vários militares ofereceram derrubar o parlamentarismo, mas ele recusou. Para Moniz Bandeira, o general Amaury Kruel, chefe da Casa Militar, defendia um golpe de Estado liderado pelo presidente, e os comandantes do Primeiro, Segundo e Terceiro Exércitos queriam intervir contra o parlamentarismo. Porém, conforme o depoimento de San Tiago Dantas, Goulart não aceitaria uma solução extralegal. O jornalista Carlos Castelo Branco relata uma conversa de Magalhães Pinto com o presidente da Câmara Ranieri Mazzilli e líderes partidários: segundo Magalhães, Goulart não daria um golpe, mas estava iminente uma intervenção militar contra o Congresso, com ou sem a aprovação do presidente. O general Mourão Filho acreditava que Kruel havia planejado o fechamento do Congresso se o plebiscito não fosse antecipado.

### Queda de Brochado da Rocha
Em 13 de setembro o primeiro-ministro pôs perante o Congresso a “questão de confiança” sobre a delegação de mais poderes ao gabinete e o plebiscito. A “questão de confiança”, própria do sistema parlamentar, ameaça a renúncia se determinada atitude não for tomada. Como não houve acordo, renunciou. A pressão sindical e militar já era decisiva, com as ameaças de greve geral e desordem no Sul, e agora pesava o temor de um gabinete de esquerda, com o general Osvino no Ministério da Guerra. Com a mediação do senador Juscelino Kubitschek, a aliança PSD-PTB foi restabelecida e conseguiu antecipar o plebiscito. A greve geral foi deflagrada em protesto à demissão de Brochado da Rocha, mas foi mais fraca do que em julho.
Segundo Paulo Schilling, assessor de Brizola, a origem das radicalizações (como a declaração do Terceiro Exército) era uma conspiração entre Brizola, o CGT e oficiais como Jair Dantas Ribeiro. Uma série de leis radicais seriam apresentadas ao Congresso por Brochado da Rocha, que então renunciaria. Sob pressão militar e popular, o Congresso daria sua aprovação ou seria fechado. Como o primeiro-ministro renunciou sem apresentar o ultimato, o plano de “golpe progressista” falhou.

## A lei da antecipação
A lei originalmente discutida em agosto era a emenda do deputado Oliveira Brito (PSD). Ela entregaria poderes constituintes ao Congresso eleito em outubro, potencialmente facilitando reformas (ela permitiria reformar a Constituição com quórum de maioria simples), mas também fortaleceria o Legislativo e permitiria ao Congresso atrasar bastante o plebiscito. Goulart não queria perder ainda mais tempo útil de mandato e priorizava a antecipação. Ela é interpretada como uma oportunidade de realizar reformas de base ou um fortalecimento do parlamentarismo que deixaria o plebiscito em segundo plano.
Na primeira chamada, já em setembro, a emenda Oliveira Brito, apoiada pelos partidos de centro e esquerda, obteve 140 votos favoráveis contra 62 contrários, maioria insuficiente para passar. Negociou-se então que essa emenda seria derrotada na primeira chamada em troca da aprovação da emenda Capanema-Valadares ou Lei Complementar nº 2. Tratava-se de um acréscimo do senador Valadares à lei complementar modificando o Ato Adicional; segundo a Constituição, o necessário para alterar a data teria sido uma emenda constitucional. O novo texto tratava apenas do plebiscito, sem controversos poderes constituintes. A emenda Oliveira Brito foi derrotada na segunda chamada, e a Lei Complementar nº 2, aprovada na madrugada do dia 15 pelos votos do centro e esquerda.

Seu artigo 2 versava:
A Emenda Constitucional nº 4, de 2 de setembro de 1961, será submetida a "referendum" popular no dia 6 de janeiro de 1963.
A esquerda queria a data de 7 de outubro, coincidindo com as eleições para o Congresso e dez governos estaduais, mas isso era resistido por políticos conservadores que seriam prejudicados pela associação de sua candidatura à opção impopular do “Sim” ao parlamentarismo. Ainda assim, 6 de janeiro precedia o início dos trabalhos legislativos de 1963, como queria o presidente.
As relações do presidente com o Congresso seriam difíceis em 1963. Congressistas acusavam o presidente de hipocrisia na sua busca pelas reformas, pois descartou a emenda Oliveira Brito em favor da emenda Capanema-Valadares.
A cédula perguntaria ao eleitor: “Aprova o Ato Adicional que instituiu o parlamentarismo?”, com as opções “Sim” e “Não”.

## Campanha

### Posicionamentos
O foco passou ao referendo após as eleições de outubro, e o presidencialismo tinha apoio amplo, unindo interesses de difícil conciliação. A polêmica não estava na diferença entre as formas de governo, mas no apoio ou hostilidade à figura de Goulart, ao trabalhismo, populismo e à “herança getulista”. A oposição ligava o presidente aos comunistas, mas a heterogênea coalizão presidencialista tinha também muitos setores anticomunistas e que não queriam associar o presidencialismo à esquerda.
A apresentação do Plano Trienal, elaborado pelo economista Celso Furtado para os anos restantes do mandato de Goulart, contribuiu à campanha pelo retorno ao presidencialismo. Leonel Brizola e Juscelino Kubitschek percorram o país em campanha pelo voto no “Não” ao parlamentarismo, e Magalhães Pinto organizou uma frente de governadores presidencialistas. Carlos Lacerda destoou, pois não aceitava colaborar com o presidente, e trabalhou para desmoralizar o referendo.
O PTB era presidencialista, o PSD estava dividido e a bancada da UDN tinha maioria parlamentarista. As esperanças dos udenistas eram a tese da insuficiência do plebiscito para revogar o Ato Adicional e a expectativa de baixo comparecimento; esta última foi derrotada quando a Justiça Eleitoral determinou a obrigatoriedade do voto. O Partido Democrata Cristão defendeu o “Sim” ao parlamentarismo, e o Partido Socialista Brasileiro o “Não”. O Partido Libertador tinha base no Rio Grande do Sul e tradição parlamentarista. Raul Pilla, um de seus deputados, fora o autor da emenda parlamentarista de 1961. Ele reconhecia os defeitos do sistema tal como implementado em 1961, mas defendia o voto em branco ou a abstenção, sendo possível motivo da alta taxa de votos em branco no Rio Grande do Sul (5,08%), a maior entre os estados.
O movimento sindical apoiou Goulart na condição de que cumprisse o prometido em setembro, especialmente um aumento do salário-mínimo. Assim, com a demora no cumprimento esse apoio estava em risco. Somente alguns dias antes do referendo, já em 1963, o presidente majorou o salário-mínimo em 75% (abaixo dos 100% exigidos pelo CGT), assegurando o apoio. O Instituto de Pesquisas e Estudos Sociais preferiu o presidencialismo, embora não participou ativamente da frente antiparlamentarista; para a organização, interessada na deposição de Goulart, o presidencialismo permitia atribuir os males do país diretamente a ele. A Conferência Nacional dos Bispos do Brasil recomendou a participação do eleitorado, na prática apoiando o “Não”, mas alguns clérigos conservadores discordaram. A imprensa, embora majoritariamente contrária a Goulart, divulgou a campanha pró-presidencialista e não investiu na defesa do parlamentarismo.
As esquerdas em geral defenderam o presidencialismo. Porém, o voto nulo foi defendido por Francisco Julião, representante das Ligas Camponesas, o Partido Comunista do Brasil (PCdoB, recém-criado e oposto ao PCB) e o Partido Operário Revolucionário Trotskista. Julião acreditava no parlamentarismo e criticava a posição a reboque do governo, mas estava isolado e recebeu muitas críticas por escolher uma opção semelhante à de Carlos Lacerda.

### Recursos
A campanha presidencialista foi “longa e custosa, financiada por banqueiros e empreiteiros vinculados aos interesses da aliança partidária PSD-PTB”. Trabalhavam “a máquina de propaganda montada pelos favoráveis ao retorno do presidencialismo, os milhões de cruzeiros — denunciados pelos parlamentares da UDN — os cartazes, jingles, artigos de jornal, os apelos”. José Luiz de Magalhães Lins, sobrinho do governador mineiro e presidente do Banco Nacional de Minas Gerais, coordenou as finanças, contratando cinco agências de publicidade. O chefe da Casa Civil foi à França estudar o referendo de 1958. A propaganda pelo “Não” chegou a contar com o uso da máquina pública, como de aviões da Força Aérea Brasileira que transportaram agentes dessa campanha.
A propaganda presidencialista imputava ao sistema parlamentar a culpa da inflação e da crise social, sendo necessário empoderar o presidente a agir contra a miséria, analfabetismo, falta de terra e crises políticas. Ela associava a vitória do presidencialismo à concretização das reformas de base. Sob encomenda do Ministério da Educação de Darcy Ribeiro o Instituto Superior de Estudos Brasileiros publicou o panfleto “Por que votar contra o parlamentarismo no plebiscito?”, objeto de críticas da bancada da UDN e de O Globo; Lacerda buscou confiscá-lo com seu Departamento de Ordem Política e Social. Além desse panfleto, a polícia da Guanabara invadiu gráficas e escritórios e apreendeu outros materiais de campanha. O Diário Carioca, apoiado pela Frente Parlamentar Nacionalista e os comunistas, denunciava intenções golpistas de Lacerda. O Primeiro Exército, Marinha e Aeronáutica prepararam um dispositivo militar para garantir a realização do referendo na Guanabara, mas ele não foi necessário.
Os parlamentaristas tinham seus financiadores, mas não eram tão fortes. A historiografia costuma aceitar a colocação de Hermes Lima, o último primeiro-ministro, de que não houve campanha pelo “Sim”, e os mais tradicionais parlamentaristas (Raul Pilla e o PL) defendiam a abstenção, mas houve uma campanha parlamentarista modesta. Um dos atos parlamentaristas foi uma palestra de Juarez Távora divulgada pelo rádio.
A Justiça Eleitoral determinou o voto obrigatório, a definição da defesa da abstenção como crime eleitoral e prazos de propaganda do referendo em rádio e televisão, sem permissão a críticas a pessoas e autoridades.

## Resultados
De 18 565 277 eleitores, 12 286 355 (66,18%) participaram, comparecimento inferior ao das eleições de 7 de outubro de 1962 (80%), mas a grande proporção (4–5:1) de votos do “Não” sobre o “Sim” lhe deu uma quantia de eleitores (mais de 9 milhões) maior do que as de Jânio (5 636 623) e Goulart (4 547 010) em 1960. A Emenda Constitucional n° 4, de 23 de janeiro, revogou a Emenda Constitucional n° 6 e restaurou o presidencialismo da Constituição de 1946.
| Aprova o Ato Adicional que instituiu o parlamentarismo? | Votos      | Porcentagem |
| ------------------------------------------------------- | ---------- | ----------- |
| Sim                                                     | 2 073 582  | 16,88%      |
| Não                                                     | 9 457 448  | 76,98%      |
| Brancos                                                 | 284 444    | 2,32%       |
| Nulos                                                   | 470 701    | 3,83%       |
| Total                                                   | 12 286 355 | 100%        |
| Eleitorado e comparecimento                             | 18 565 277 | 66,18%      |

### Por estado
| Acre                   | 2 008     | 17,47% | 9 488     | 82,53% | 11 496     |
| Alagoas                | 7 875     | 7,80%  | 93 145    | 92,20% | 101 020    |
| Amazonas               | 11 695    | 19,16% | 49 358    | 80,84% | 61 053     |
| Bahia                  | 42 484    | 7,78%  | 503 662   | 92,22% | 546 146    |
| Brasília               | 3 298     | 7,05%  | 43 465    | 92,95% | 46 763     |
| Ceará                  | 44 968    | 11,10% | 360 232   | 88,90% | 405 200    |
| Espírito Santo         | 45 350    | 22,36% | 157 458   | 77,64% | 202 808    |
| Goiás                  | 27 483    | 10,89% | 224 939   | 89,11% | 252 422    |
| Guanabara              | 227 077   | 22,82% | 768 143   | 77,18% | 995 200    |
| Maranhão               | 12 356    | 4,92%  | 238 594   | 95,08% | 250 950    |
| Mato Grosso            | 10 455    | 8,01%  | 120 122   | 91,99% | 130 577    |
| Minas Gerais           | 348 227   | 23,30% | 1 146 452 | 76,70% | 1 494 679  |
| Pará                   | 22 351    | 14,82% | 128 500   | 85,18% | 150 851    |
| Paraíba                | 19 432    | 9,81%  | 178 630   | 90,19% | 198 062    |
| Paraná                 | 159 605   | 23,59% | 516 896   | 76,41% | 676 501    |
| Pernambuco             | 33 977    | 8,14%  | 383 547   | 91,86% | 417 524    |
| Piauí                  | 14 153    | 10,34% | 122 674   | 89,66% | 136 827    |
| Rio de Janeiro         | 113 408   | 14,59% | 663 694   | 85,41% | 777 102    |
| Rio Grande do Norte    | 13 454    | 6,96%  | 179 941   | 93,04% | 193 395    |
| Rio Grande do Sul      | 328 872   | 29,52% | 785 222   | 70,48% | 1 114 094  |
| Santa Catarina         | 176 998   | 39,41% | 272 153   | 60,59% | 449 151    |
| São Paulo              | 401 747   | 14,30% | 2 407 090 | 85,70% | 2 808 837  |
| Sergipe                | 5 125     | 5,73%  | 84 327    | 94,27% | 89 452     |
| Território do Amapá    | 634       | 6,74%  | 8 777     | 93,26% | 9 411      |
| Território de Roraima  | 274       | 7,74%  | 3 265     | 92,26% | 3 539      |
| Território de Rondônia | 276       | 3,47%  | 7 674     | 96,53% | 7 950      |
| Total                  | 2 073 582 | 17,98% | 9 457 448 | 82,02% | 11 531 030 |

### Citações
1. ↑  «Tribunal Superior Eleitoral - Plebiscitos e referendos». Consultado em 21 de dezembro de 2020
2. 1 2  «Tribunal Superior Eleitoral - Referendo de 1963». Consultado em 21 de dezembro de 2020
3. ↑  Skidmore 1982, p. 252-264.
4. ↑  Melo 2009, p. 3.
5. 1 2  Klein 2021, p. 226.
6. ↑  Rubiatti 2008, p. 108-109, 115-119.
7. ↑  Loureiro 2012, p. 253.
8. ↑  Rubiatti 2008, p. 123.
9. ↑  Rubiatti 2008, p. 162.
10. ↑  Andrade 2018, p. 45.
11. ↑  Rubiatti 2008, p. 176.
12. ↑  Andrade 2018, p. 43-36.
13. ↑  Melo 2009, p. 95.
14. ↑  BRASIL, Emenda constitucional nº 4, de 1961. Institui o sistema parlamentar de governo. Diário Oficial da União, Brasília, p. 8034, 2 de setembro de 1961.
15. 1 2 3 4  Benevides 1993.
16. ↑  Villa 2014, "Vamos jangar".
17. ↑  Melo 2009, p. 103-104.
18. 1 2  Nogueira 2006, p. 18-19.
19. ↑  Loureiro 2012, p. 318.
20. 1 2  Loureiro 2012, p. 250-259.
21. 1 2  Spektor 2018, p. 5-7.
22. ↑  Loureiro 2012, p. 308.
23. ↑  Loureiro 2014, p. 338.
24. ↑  Melo 2009, p. 215.
25. ↑  Loureiro 2012, p. 250-251.
26. ↑  Loureiro 2012, p. 312.
27. ↑  Melo 2009, p. 7-8 e 120-121.
28. 1 2  Skidmore 1982, p. 271.
29. ↑  Loureiro 2012, p. 258.
30. ↑  Loureiro 2012, p. 257.
31. ↑  Rubiatti 2008, p. 106.
32. 1 2 3  Andrade 2018, p. 46.
33. ↑  Rubiatti 2008, p. 175-176.
34. ↑  Melo 2009, p. 129.
35. 1 2  Melo 2009, p. 213.
36. ↑  Melo 2009, p. 100.
37. ↑  Melo 2009, p. 108-109.
38. ↑  Melo 2009, p. 110.
39. 1 2  Rubiatti 2008, p. 133.
40. ↑  Loureiro 2012, p. 278.
41. ↑  Rubiatti 2008, p. 133-138.
42. 1 2  Andrade 2018, p. 47.
43. ↑  Faria 2013, p. 207-208.
44. ↑  Loureiro 2012, p. 288.
45. ↑  Melo 2009, p. 112-113 e 123.
46. ↑  Loureiro 2012, p. 294-300.
47. 1 2  Loureiro 2012, p. 304-305.
48. ↑  Loureiro 2012, p. 305.
49. 1 2  Faria 2013, p. 217-221.
50. ↑  Fico 2017, p. 9-10.
51. ↑  Mourão Filho 2011, p. 162.
52. ↑  Atassio 2007, p. 57-60.
53. ↑  Ferreira 2011, p. 309.
54. ↑  Bandeira 1978, p. 61-62.
55. ↑  Mourão Filho 2011, p. 160.
56. ↑  Melo 2009, p. 136.
57. ↑  Loureiro 2012, p. 306.
58. ↑  Rubiatti 2008, p. 146.
59. ↑  Loureiro 2012, p. 306-307.
60. ↑  Melo 2009, p. 133.
61. ↑  Schilling 1979, p. 235-238.
62. 1 2  Rubiatti 2008, p. 145.
63. 1 2  Loureiro 2012, p. 308-309.
64. 1 2  Melo 2009, p. 133-134.
65. ↑  Loureiro 2012, p. 307.
66. ↑  Rubiatti 2008, p. 146-147.
67. ↑  Melo 2009, p. 137-138.
68. ↑  BRASIL, Lei complementar nº 2, de 16 de setembro de 1962.  Dispõe sôbre a vacância ministerial, e dá outras providências. Diário Oficial da União, Brasília, p. 9621, 17 de setembro de 1962.
69. ↑  Melo 2009, p. 134-136.
70. ↑  Melo 2009, p. 128.
71. ↑  Villa 2014, "João-Bom-Senso".
72. ↑  Klein 2021, p. 236.
73. ↑  Rubiatti 2008, p. 155.
74. ↑  Melo 2009, p. 146.
75. ↑  Melo 2009, p. 164.
76. ↑  Loureiro 2012, p. 320.
77. ↑  Melo 2009, p. 156-157.
78. 1 2  Melo 2009, p. 148.
79. ↑  Melo 2009, p. 199.
80. ↑  Melo 2009, p. 200-202.
81. ↑  Melo 2009, p. 187.
82. ↑  Melo 2009, p. 177.
83. ↑  Klein 2021.
84. ↑  Melo 2009, p. 144 e 147.
85. ↑  Melo 2009, p. 189.
86. ↑  Melo 2009, p. 153-155.
87. ↑  Melo 2009, p. 159-161.
88. ↑  Melo 2009, p. 177-179.
89. 1 2  Melo 2009, p. 155-156.
90. ↑  Klein 2021, p. 236-237.
91. ↑  Rubiatti 2008, p. 156.
92. ↑  Melo 2009, p. 161-175.
93. ↑  Melo 2009, p. 159.
94. ↑  Melo 2009, p. 186-188.
95. ↑  Melo 2009, p. 151-152.
96. ↑  Melo 2009, p. 209-211.
97. ↑  «Resultado Geral do Referendo de 1963» (PDF). Tribunal Superior Eleitoral. Consultado em 26 de fevereiro de 2023